# Guilherme Frederico, Duque de Gloucester e Edimburgo
Guilherme Henrique, Duque de Gloucester e Edimburgo (Roma, 15 de janeiro de 1776 – Bagshot, 30 de novembro de 1834) foi um príncipe britânico, o bisneto do rei Jorge II e sobrinho e genro do rei Jorge III.

## Primeiros Anos
O príncipe Guilherme de Gloucester nasceu no dia 15 de janeiro de 1776 no Palácio Teodoli em Roma, Estados Papais. O seu pai era o príncipe Guilherme Henrique, Duque de Gloucester e Edimburgo, terceiro filho de Frederico, Príncipe de Gales. A sua mãe era Maria Walpole, filha ilegítima de Edward Walpole e neta de Robert Walpole. Como bisneto do rei Jorge II, Guilherme tinha o título de príncipe da Grã-Bretanha com o tratamento de Sua Alteza e não de Sua Alteza Real. O jovem príncipe foi batizado no Palácio Teodoli no dia 12 de fevereiro pelo reverendo Salter. Os seus padrinhos foram Ernesto II de Saxe-Gota-Altemburgo e Carlota de Saxe-Meiningen, o seu primo em segundo-grau e a sua esposa, e Carlos Alexandre de Brandemburgo-Ansbach, seu primo em segundo-grau.
Durante a sua estadia em Estocolmo entre 1802 e 1803, surgiram rumores de que Guilherme tinha começado um caso amoroso com Aurora Wilhelmina Koskull que chamou a atenção da imprensa e dizia-se que o príncipe tinha planos para se casar com ela. A rainha Carlota da Suécia recordou o que o príncipe lhe tinha dito sobre Aurora: "Se ela fosse sua filha, casaria com ela!"
Guilherme entrou na Universidade de Cambridge (que, na altura, se chamava Trinity College), em 1787, e licenciou-se em 1790. A 25 de Agosto de 1805, o pai do príncipe Guilherme morreu e ele herdou os títulos de Duque de Gloucester e Edimburgo e Conde de Connaught. A partir de 1811 até à sua morte, foi reitor da Universidade Cambridge. Em 1812, foi convidado por alguns membros da nobreza sueca para se tornar rei da Suécia, mas o governo britânico não o autorizou a aceitar a proposta.

## Casamento

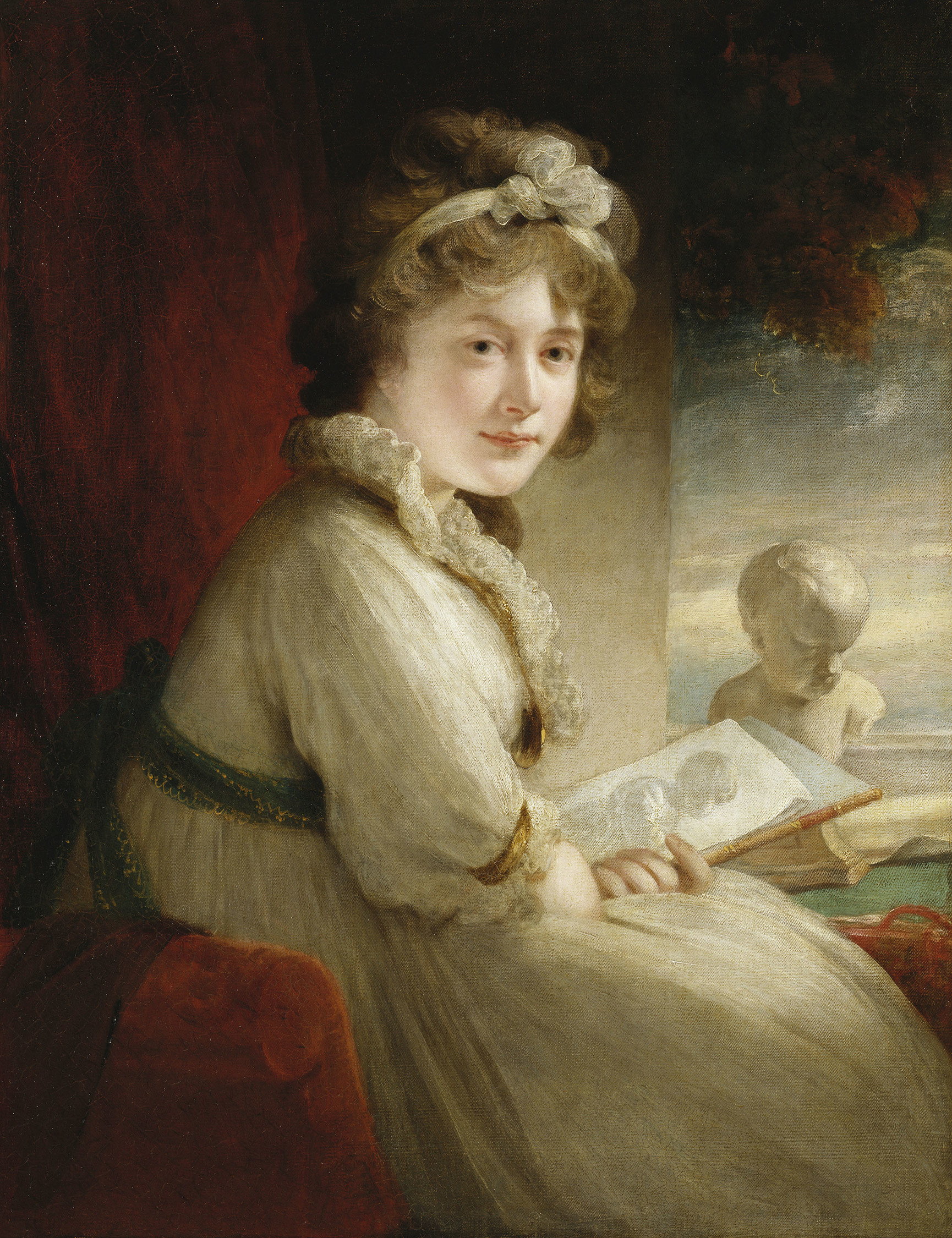
A princesa Maria, esposa de Guilherme.

A 22 de Julho de 1816, Guilherme casou-se com a princesa Maria do Reino Unido, sua prima direita e filha do rei Jorge III. O casamento celebrou-se no Palácio de St. James, em Londres. Nesse dia, o príncipe-regente presenteou o duque com o tratamento de Sua Alteza Real por ordem do conselho.
O duque e a duquesa de Gloucester viveram em Bagshot Park, no Surrey. Não tiveram filhos juntos porque se casaram quando ambos já tinham quarenta anos. O duque tinha sido encorajado a permanecer solteiro, porque se poderia vir a tornar um noivo adequado caso a princesa Carlota de Gales, herdeira ao trono, não conseguisse realizar um casamento favorável com um príncipe estrangeiro. Dez semanas antes de Guilherme se casar, Carlota tinha se casado com o príncipe Leopoldo de Saxe-Coburgo-Gota.

## Últimos Anos
Guilherme envolveu-se em vários projectos ao longo da vida e, a 27 de Abril de 1822, liderou a primeira reunião anual do novo Clube Universitário Unido de Londres. Contudo, a política não estava entre os seus interesses e raramente aparecia na Câmara dos Lordes, tendo votado apenas nos assuntos mais importantes do seu tempo. Lutou a favor da abolição da escravatura e apoiou a rainha Carolina e Augusto Frederico, Duque de Sussex contra o rei Jorge IV.
Tinha normas mais rigorosas do que as do rei. Nunca permitiu que um cavalheiro se sentasse na sua presença, algo que apenas o rei Jorge fazia por favor especial, e esperava que todas as senhoras lhe servissem café em qualquer festa na qual estivesse presente, bem como que esperassem de pé a seu lado até que ele o acabasse de beber. A opinião que outros tinham da sua figura era resumida pela alcunha que lhe era atribuída, "Billy Tolo". Também lhe chamavam "Fatia de Gloucester" e "Queijo" em referência ao queijo de Gloucester.
O duque morreu a 30 de novembro de 1834 e foi enterrado na Capela de São Jorge em Windsor.